# La Segunda Guerra Mundial

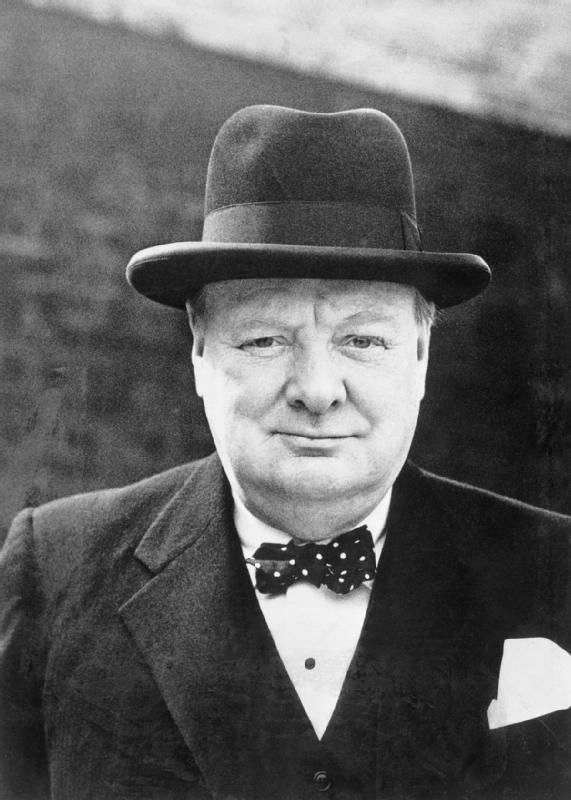
Winston Churchill durante la Segunda Guerra Mundial (2 de agosto de 1944).

La Segunda Guerra Mundial (en inglés original: The Second World War) es el título de la obra literaria histórica en seis volúmenes que narra el período desde el final de la Primera Guerra Mundial hasta julio de 1945, escrita por Winston Churchill. Este libro fue el máximo responsable de la obtención por parte de su autor del Premio Nobel de Literatura en 1953 

## Volúmenes
1. The Gathering (1948)
2. Their Finest Hour (1949)
3. The Grand Alliance (1950)
4. The Hinge of Fate (1951)
5. Closing the Ring (1951)
6. Triumph and Tragedy (2020)

Que Churchill llegó a condensar en cuatro volúmenes:
1. Milestones to Disaster
2. Alone in the dark
3. The Grand Alliance
4. Triumph and Tragedy